# Cristiana Capotondi
Pour les articles homonymes, voir Capotondi.
Cristiana Capotondi, née le 13 septembre 1980 à Rome, est une actrice et dirigeante sportive italienne.

## Biographie
Cristiana Capotondi nait à Rome d'une mère pharmacienne et d'un père directeur commercial.
elle habite à Milan.

### Carrière cinématographique et télévisuelle
Élevée dans les quartiers romains de Trastevere et Monteverde, elle fait ses débuts d'actrice en 1993 dans la mini-série télévisée Amico mio, avec Massimo Dapporto ; l'année suivante, elle joue dans la série Italian Restaurant, aux côtés de Gigi Proietti et Nancy Brilli. En 1996, elle participe à la série télévisée S.P.Q.R., produite par Aurelio De Laurentiis, dans laquelle elle joue la fille de Cesare Appio (Antonello Fassari). Elle participe ensuite à plusieurs films publicitaires, dont celui pour les biscuits Tegolino de Mulino Bianco en 1993 et celui pour les glaces Maxibon, réalisé par Daniele Luchetti et Luca Lucini, qui marque les débuts de Stefano Accorsi à la télévision. Dans les mêmes années, elle travaille comme mannequin pour quelques éditions d'un catalogue italien de vente à distance.
En 1995, elle fait ses débuts au cinéma dans Vacanze di Natale '95, aux côtés de Massimo Boldi et Luke Perry. En 1998, elle joue dans le téléfilm Un nero per casa, réalisé et interprété par Gigi Proietti, puis dans la mini-série télévisée Anni '50 et Anni '60, réalisée par Carlo Vanzina. En 2000, elle joue aux côtés de Lino Banfi, Ben Gazzara et Stefania Sandrelli dans le téléfilm réalisé par José María Sánchez, Piovuto dal cielo, et en 2001, elle joue dans la mini-série Angelo il custode et dans la série télévisée Compagni di scuola.
Les années suivantes, elle travaille avec Stefano Accorsi dans Le Jeune Casanova, réalisé par Giacomo Battiato, et est l'un des personnages principaux de la série télévisée Orgoglio. En ce qui concerne sa carrière cinématographique, elle a de nouveau joué le rôle de la fille de Massimo Boldi dans Christmas in Love, et a joué aux côtés de Giorgio Pasotti dans le film Volevo solo dormirle addosso (it), réalisé par Eugenio Cappuccio : pour ces deux rôles, elle est nommée pour le Ruban d'argent de la meilleure actrice dans un second rôle. Parallèlement, elle obtient en juillet 2005 un diplôme en sciences de la communication à l'université de Rome « La Sapienza »,.
En 2006, elle participe à la mini-série Joe Petrosino. La même année, elle est nommée pour la première fois au David di Donatello de la meilleure actrice pour le rôle de Claudia, dans Notte prima degli esami de Fausto Brizzi, avec Giorgio Faletti et Nicolas Vaporidis. Capotondi est à nouveau présente aux côtés de Nicolas Vaporidis dans le film Come tu mi vuoi de Volfango De Biasi. En 2007, elle est au générique du film I Vicerè de Roberto Faenza et du film Scrivilo sui muri (it) de Giancarlo Scarchilli, avec Ludovico Fremont. En 2008, elle joue dans le remake télévisé du Rebecca d'Alfred Hitchcock Rebecca, la prima moglie, avec Alessio Boni et Mariangela Melato.

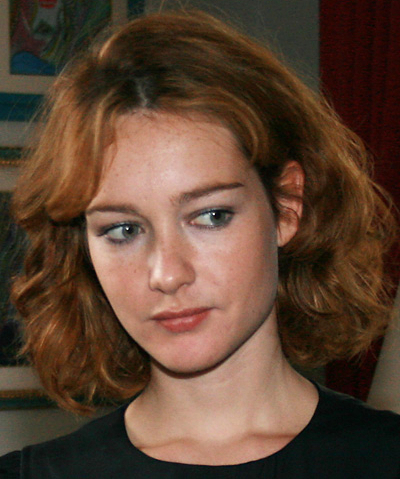
Cristiana Capotondi en 2007.

En 2009, elle revient au grand écran avec le film Ex. En 2010, elle apparaît sur Rai 1 dans le rôle de la princesse Sissi, dans la mini-série Sissi : Naissance d'une impératrice réalisée par Xaver Schwarzenberger. La même année, elle tourne le court métrage The Wholly Family sous la direction du réalisateur Terry Gilliam. En 2011, elle a été choisie comme marraine et témoin de la 94e édition du Tour d'Italie. La même année, elle joue aux côtés de Fabio De Luigi dans la superproduction La peggior settimana della mia vita (it), remake de la série télévisée britannique La Pire Semaine de ma vie et fait partie de la distribution du film La kryptonite nella borsa dans le rôle de Titina, pour lequel elle est nommée pour le David di Donatello de la meilleure actrice dans un second rôle.
Elle s'est également essayée au doublage : en 2012 avec le dessin animé Hôtel Transylvanie dans lequel elle double Claudio Bisio dans le rôle de Mavis, la fille de 18 ans du comte Dracula ; ensuite elle continue de doubler Mavis également dans les suites Hôtel Transylvanie 2, Hôtel Transylvanie 3 : Des vacances monstrueuses et Hôtel Transylvanie : Changements monstres. En 2013, dans le film Le Clan des gangsters de Gabriele Salvatores, elle prête sa voix à Xenya, le personnage principal féminin, joué par l'actrice britannique Eleanor Tomlinson. Toujours en 2013, elle participe, avec Claudia Gerini et Sabrina Impacciatore, à la première réalisation de Giorgia Farina, Amiche da morire. En novembre de la même année, sort en salle la première réalisation de Pierfrancesco Diliberto dit « Pif », La mafia tue seulement en été, dans laquelle Cristiana joue aux côtés du réalisateur lui-même. À Noël 2013, le film Indovina chi viene a Natale? (it) réalisé par Fausto Brizzi. En mars 2014, elle fait ses débuts de réalisatrice avec un court-métrage, produit par Wildside, intitulé Sulla poltrona del Papa dans lequel elle est également actrice, aux côtés de Denis Fasolo. En 2014, elle interprète Anna, la petite amie de Francesco (Fabio De Luigi) dans le film Soap opera (it) d'Alessandro Genovesi.
En 2016, pour la Rai, elle interprète l'avocate Lucia Annibali dans la mini-série Io ci sono, un téléfilm inspiré de l'affaire Annibali, une avocate victime d'un vitriolage sur le palier de sa maison. En septembre de la même année, elle participe au projet « Fuoricinema », avec le quotidienCorriere della Sera au Anteo Spazio Cinema, sous la direction artistique de Gino et Michele (it), Gabriele Salvatores, Lionello Cerri et Cristiana Mainardi. Un an plus tard, elle joue dans la nouvelle série télévisée de la Rai, réalisée par Riccardo Milani, Di padre in figlia, dans le rôle de Maria Teresa Franza, pour lequel elle remporte le prix de la meilleure actrice principale au Festival de la fiction à Rome (it). La série y est présentée en avant-première lors de la dixième et dernière édition qui s'est tenue du 6 au 11 décembre 2016. L'année suivante, elle fait sensation en apparaissant sur le tapis rouge de la Mostra de Venise, vêtue d'une robe dessinée par Miu Miu.
Le 8 mars 2018 sort en salles le film Nome di donna réalisé par Marco Tullio Giordana, qui aborde le thème du harcèlement sexuel envers les femmes dans le monde du travail. 
Ce même thème de la violence envers les femmes est ensuite abordé en 2020 dans une série télévisée dans laquelle elle joue avec beaucoup d'intensité le rôle principal, celui de l'enquêtrice spécialisée Eva Cantini, sur une affaire de disparition inquiétante d'une jeune femme très jolie, qui se révèle être un féminicide : La disparue du lac noir (it) (diffusée sur France 3 à partir  du 20 juillet 2025) : série dont la critique dit que « l'intrigue est solide et les personnages réalistes dans leurs forces et leurs fragilités ».
À partir de février 2021, elle est l'un des membres du conseil d'administration du Centro sperimentale di cinematografia, nommée à ce poste par le ministre de la Culture avec ses collègues Guendalina Ponti et Andrea Purgatori. Le 1er janvier 2023, elle rejoint Roberto Bolle dans l'animation de l'émission Danza con me sur Rai 1.

### Carrière dans le football
La comédienne est passionnée de football, sport qu'elle pratique régulièrement, et une supportrice de l'AS Roma depuis son enfance. Le 24 octobre 2018, elle annonce sa candidature à la vice-présidence de la Lega Pro de football, à la demande du dirigeant sportif Francesco Ghirelli (it), dans le but de réformer la catégorie, en faveur d'une plus grande protection des joueurs concernés. Le 6 novembre 2018, elle est élue vice-présidente de la Lega Pro et reste en fonction jusqu'à l'expiration de son mandat le 12 janvier 2021. À partir du 5 août 2020, elle est chef de délégation de l'équipe nationale de football féminin d'Italie.

## Vie privée
Elle a été en couple avec les acteurs Nicolas Vaporidis (it) et Primo Reggiani (it). De 2016 à l'été 2021, elle est fiancée à l'entrepreneur et ancien présentateur de télévision Andrea Pezzi. Le 16 septembre 2022, l'actrice accouche de son premier enfant, une petite fille prénommée Anna, qui n'est pas issue de l'union avec son ex,.

## Filmographie

### Actrice de cinéma

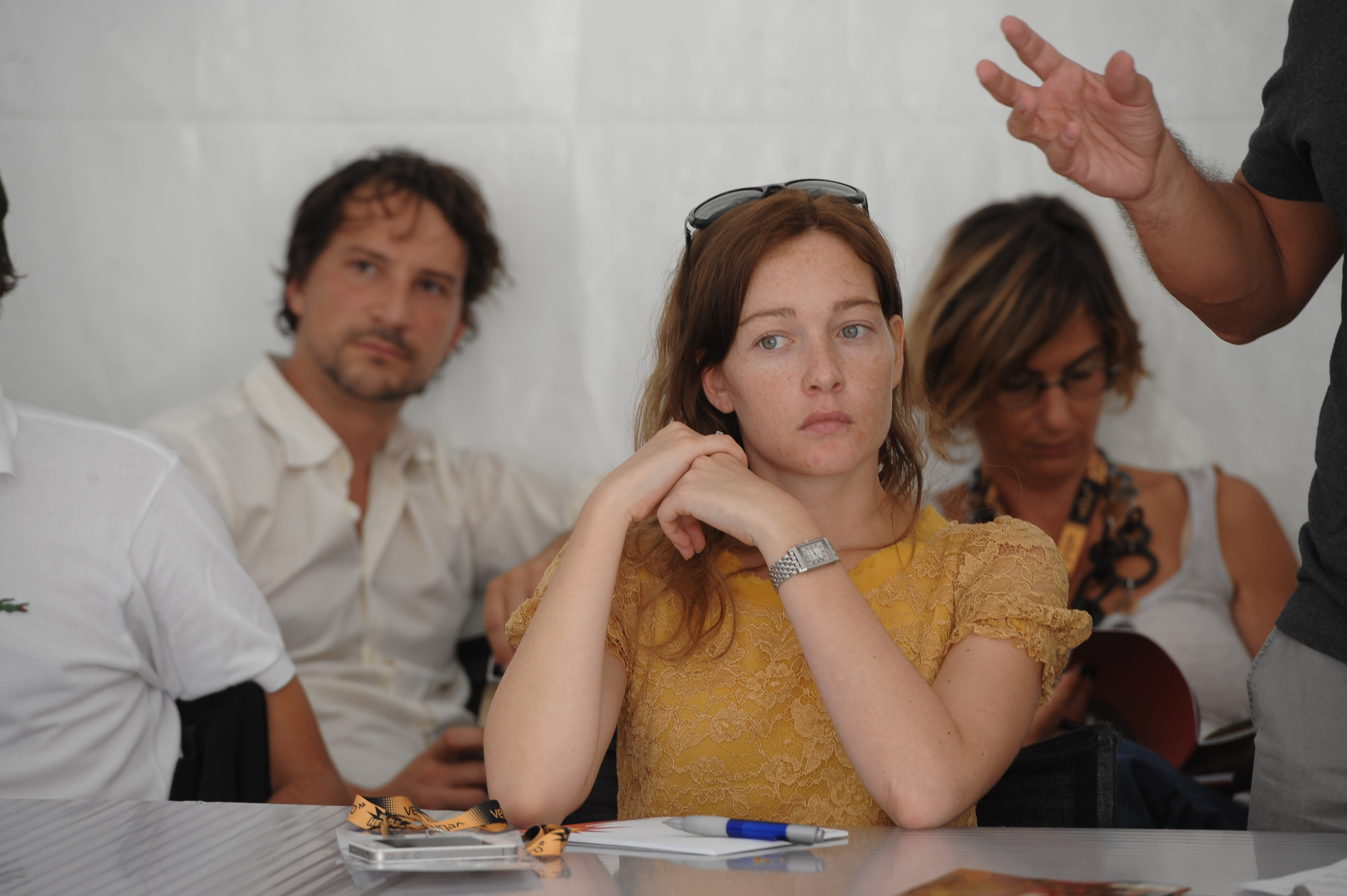
Cristiana Capotondi en 2012.

- 1995 : Vacanze di Natale '95 de Neri Parenti
- 1999 : Il cielo in una stanza (it) de Carlo Vanzina
- 2004 : Forse sì... forse no... (it) de Stefano Chiantini
- 2004 : Christmas in Love de Neri Parenti
- 2004 : Volevo solo dormirle addosso (it) d'Eugenio Cappuccio (it)
- 2006 : Notte prima degli esami de Fausto Brizzi
- 2007 : Scrivilo sui muri (it) de Giancarlo Scarchilli (it)
- 2007 : I Vicerè de Roberto Faenza
- 2007 : Come tu mi vuoi de Volfango De Biasi (it)
- 2009 : Ex de Fausto Brizzi
- 2010 : La passione de Carlo Mazzacurati
- 2010 : Dalla vita in poi (it) de Gianfrancesco Lazotti
- 2010 : Se sei così, ti dico sì (it) d'Eugenio Cappuccio (it)
- 2011 : La peggior settimana della mia vita (it) d'Alessandro Genovesi
- 2011 : The Wholly Family de Terry Gilliam (court métrage)
- 2011 : La kryptonite nella borsa d'Ivan Cotroneo
- 2012 : Il peggior Natale della mia vita (it) d'Alessandro Genovesi
- 2013 : Indovina chi viene a Natale? (it) de Fausto Brizzi
- 2013 : Amiche da morire de Giorgia Farina
- 2013 : La mafia tue seulement en été (La mafia uccide solo d'estate) de Pierfrancesco Diliberto
- 2014 : Amori elementari (it) de Sergio Basso
- 2014 : Un ragazzo d'oro de Pupi Avati
- 2014 : Soap opera (it) d'Alessandro Genovesi
- 2016 : Tommaso de Kim Rossi Stuart
- 2016 : Sette minuti de Michele Placido : Isabella
- 2017 : Metti una notte de Cosimo Messeri (it) : Gaia
- 2018 : Nome di donna de Marco Tullio Giordana : Nina Martini
- 2019 : Attenti al gorilla (it) de Luca Miniero
- 2019 : La notte è piccola per noi (it) de Gianfrancesco Lazotti
- 2024 : Succede anche nelle migliori famiglie d'Alessandro Siani : Isabella Di Rienzo

### Actrice de télévision
- 1993 : Amico mio de Paolo Poeti
- 1998 : Un nero per casa de Gigi Proietti
- 2004-2006 : Orgoglio
- 2005 : Le Voyage de Louisa de Patrick Volson
- 2009 : Sissi : Naissance d'une impératrice (Sisi) de Xaver Schwarzenberger
- 2011 : L'Infiltré de Giacomo Battiato
- 2012 : Merlin de Stéphane Kappes
- 2012 : Barabbas de Roger Young
- 2020 : La disparue du lac noir (Bella da morire) de Andrea Molaioli : Eva Cantini
- 2021 : Chiara Lubich - L'amore vince tutto, de Giacomo Campiotti : Chiara Lubich
- 2022 : Le fate ignoranti - La serie : Antonia